# Lista de ex-alunos da Cranbrook Kingswood School
A seguir, é apresentada uma lista de ex-alunos notáveis da Cranbrook Kingswood School e de seus antecessores, Cranbrook School for Boys e Kingswood School for Girls.

## Década de 1930
- William Talman (1932), ator
- Florence Knoll (1934), designer; ex-chefe da Knoll
- Bob Bemer (1936), pioneiro em computação; co-inventor do ASCII; chamado COBOL
- William Henry Scott (1939), historiador

## Década de 1940
- Natalie Zemon Davis (1945), historiadora
- Barbara Lea (1947), cantora
- Daniel Ellsberg (1948), vazador dos Documentos do Pentágono

## Década de 1950
- Alan K. Simpson (1950), senador dos EUA (R-Wyoming), 1979–1997
- Ward Just (1953), autor
- Ivan Boesky (turma de 1955, mas saiu antes do último ano), árbitro; criminoso condenado; uma inspiração para o personagem Gordon Gekko no filme Wall Street
- Pete Dawkins (1955), vencedor do Troféu Heisman, Rhodes Scholar; ex-brigadeiro do exército; ex-vice-presidente do Citigroup Private Bank
- Martha Henry (1955), atriz americano-canadense
- Thomas McGuane (1958), escritor, ensaísta
- Edmund White III (1958), autor
- Raymond Sokolov (1959), jornalista

## Década de 1960
- Joel E. Cohen (1961), biólogo matemático
- Tod Williams (1961), arquiteto
- Michael Barone (1962), especialista e comentarista político
- Charles Bigelow (1963), designer tipográfico; ex-professor de tipografia digital da Universidade de Stanford; co-designer da família de fontes Lucida
- Taro Yamasaki (1964), vencedor do Prêmio Pulitzer de fotojornalismo[1]
- Mitt Romney (1965), senador dos EUA em Utah; ex-governador de Massachusetts; Candidato pelo Partido Republicano à Presidência dos Estados Unidos em 2012
- Mary Fisher (1966), fundadora da Family AIDS Network; orador na Convenção Nacional Republicana de 1992; filha do empresário e filantropo Max Fisher
- Ann Romney (1967), esposa de Mitt Romney (1965)
- Cynthia Grissom Efird (1967), embaixadora dos EUA em Angola de 2004 a 2007
- Reed Slatkin (1967), co-fundador do EarthLink; criminoso condenado
- Bing Gordon (1968), Diretor de Criação, Electronic Arts
- Michael Kinsley (1968), jornalista; comentarista; fundador da Slate; ex-editor de páginas editoriais do Los Angeles Times
- Sorayouth Prompoj (1968), diplomata; Embaixador da Tailândia na Alemanha[2]
- Sven Birkerts (1969), autor

## Década de 1970
- Kathryn Kolbert (1970), advogada de direitos civis; ex-presidente da People For the American Way
- Brad Leithauser (1971), autor
- Henry Tang (1971), ex-Secretário Chefe de Administração de Hong Kong
- Scott McNealy (1972), CEO da Sun Microsystems
- Kenneth Dart (1972), capitalista de risco, investidor; co-proprietário da Dart Container
- Lisa Frank (1972), fundadora da Lisa Frank Inc.
- Dey Young (1973), atriz
- Michael Eric Dyson (turma de 1976, mas deixou o curso após 2 anos; não se formou), autor e apresentador de rádio[3]
- Dan Dickerson (1976), locutor de rádio por peça do Detroit Tigers
- Bill Prady (1977), escritor e produtor de televisão (The Muppets, Dharma & Greg, The Big Bang Theory)
- Jennifer Clement (1978), escritora e presidente da PEN International
- Douglas Sills (1978), ator
- David Trott (1978), congressista dos Estados Unidos
- Amy Denio (1979), músico
- Bob Woodruff (1979), co-âncora do ABC World News Tonight

## Década de 1980
- Rob Edwards (1981), roteirista e produtor de cinema e televisão
- Robbie Buhl (1982), automobilista
- Tim Westergren (1984), fundador da Pandora Radio; incluído na lista das 100 pessoas mais influentes do mundo em 2010 pela revista TIME[4]
- Eric Fanning (turma de 1986, saiu antes da formatura), 22º Secretário do Exército
- Brad Keywell (1987), sócio-gerente e cofundador da Lightbank; co-fundador e diretor da Groupon, Mediaocean e Echo Global Logistics[5]
- Ronald Machen (1987), procurador dos Estados Unidos do Distrito de Columbia
- Jay Adelson (1988), ex-CEO da Digg
- Glenn Kessler (1988), roteirista e produtor de televisão (Damages)
- Alexi Lalas (1988), jogador de futebol profissional; jogou nos Jogos Olímpicos de Verão de 1992 e na Copa do Mundo de 1994; Salão da Fama do Futebol Nacional
- Renee Elise Goldsberry (1989), atriz (Hamilton; Ally McBeal)
- Ari Schwartz (1989), ex-diretor sênior de segurança cibernética da equipe do Conselho de Segurança Nacional dos Estados Unidos na Casa Branca

## Década de 1990
- Elizabeth Berkley (turma de 1990, mas saiu antes do último ano), atriz
- Selma Blair (1990), atriz
- Todd A. Kessler (1990), roteirista, produtor de televisão e diretor
- Jay Penske (turma de 1997, saiu antes do último ano), empresário de mídia e publicação; proprietário da WWD, Fairchild Publications, Variety Magazine e outras marcas de mídia
- Jaime Ray Newman (1996), atriz

## Década de 2000
- Ivan Krstić (2004), engenheiro de segurança de TI
- Casey Wellman (2006), jogador profissional de hóquei (NHL)
- Andrew Miller (2007), jogador profissional de hóquei (NHL)[6]
- Patrick Brown (2010), jogador profissional de hóquei (NHL)[7]